# Klarabergsgatan 33–35

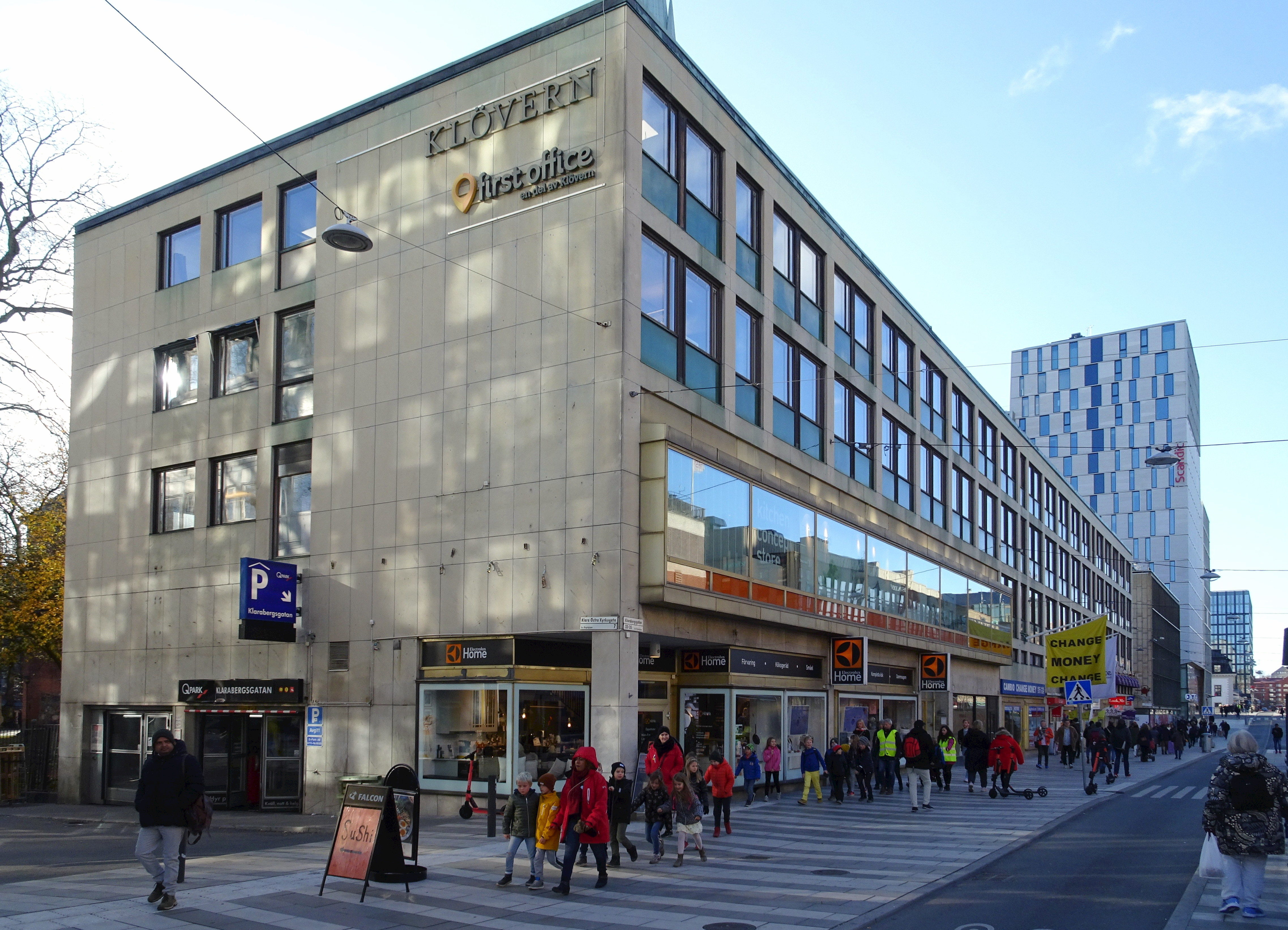
Klarabergsgatan 33–35 (Orgelpipan 4), hörnet Klara östra kyrkogata. I bakgrunden Klarabergsgatan 37 och Scandic Continental, oktober 2019.

Klarabergsgatan 33–35 är ett kontors- och affärshus i kvarteret Orgelpipan vid Klarabergsgatan i stadsdelen Norrmalm i Stockholm. Fastighetsbeteckningen är Orgelpipan 4. Byggnaden uppfördes 1955–1956 i samband med Norrmalmsregleringen efter ritningar av arkitekt Lennart Tham och med Stockholms stads fastighetskontor som byggherre.
Även grannhuset Klarabergsgatan 37 (klart 1959) byggdes efter ritningar av Lennart Tham. Båda kontorshusen kom till efter en omfattande arkitekttävling.

## Bakgrund
Frågan om kvarteret skulle bebyggas eller ej vållade på sin tid stor debatt. Anledningen var en motion i Stockholms stadsfullmäktige från 1953 med innebörden att tomten borde lämnas obebyggd efter avrivningen av den tidigare bebyggelsen för att lämna plats för bygget av Stockholms tunnelbana. Man menade att Klara kyrkas kyrkogård skulle "få kontakt med Klarabergsgatan" på liknande sätt som Adolf Fredriks kyrka har med Sveavägen. Stockholms skönhetsråd och Samfundet S:t Erik stödde motionen. Lennart Thams uppfattning var dock att den nya bebyggelsen skulle utgöra en "skärm" mellan den i framtiden hårt trafikerade Klarabergsgatan och kyrkogården och ge den "det lugn och den rofylldhet, som alltid varit utmärkande för Klaras gamla kyrkogård".

## Byggnad

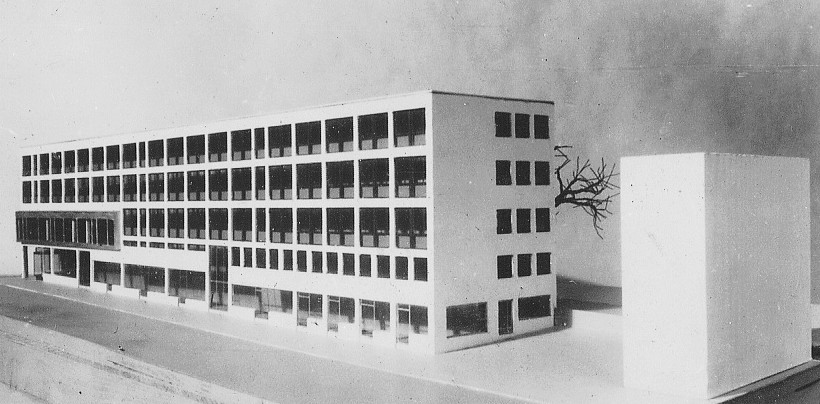
Modellen, 1954.

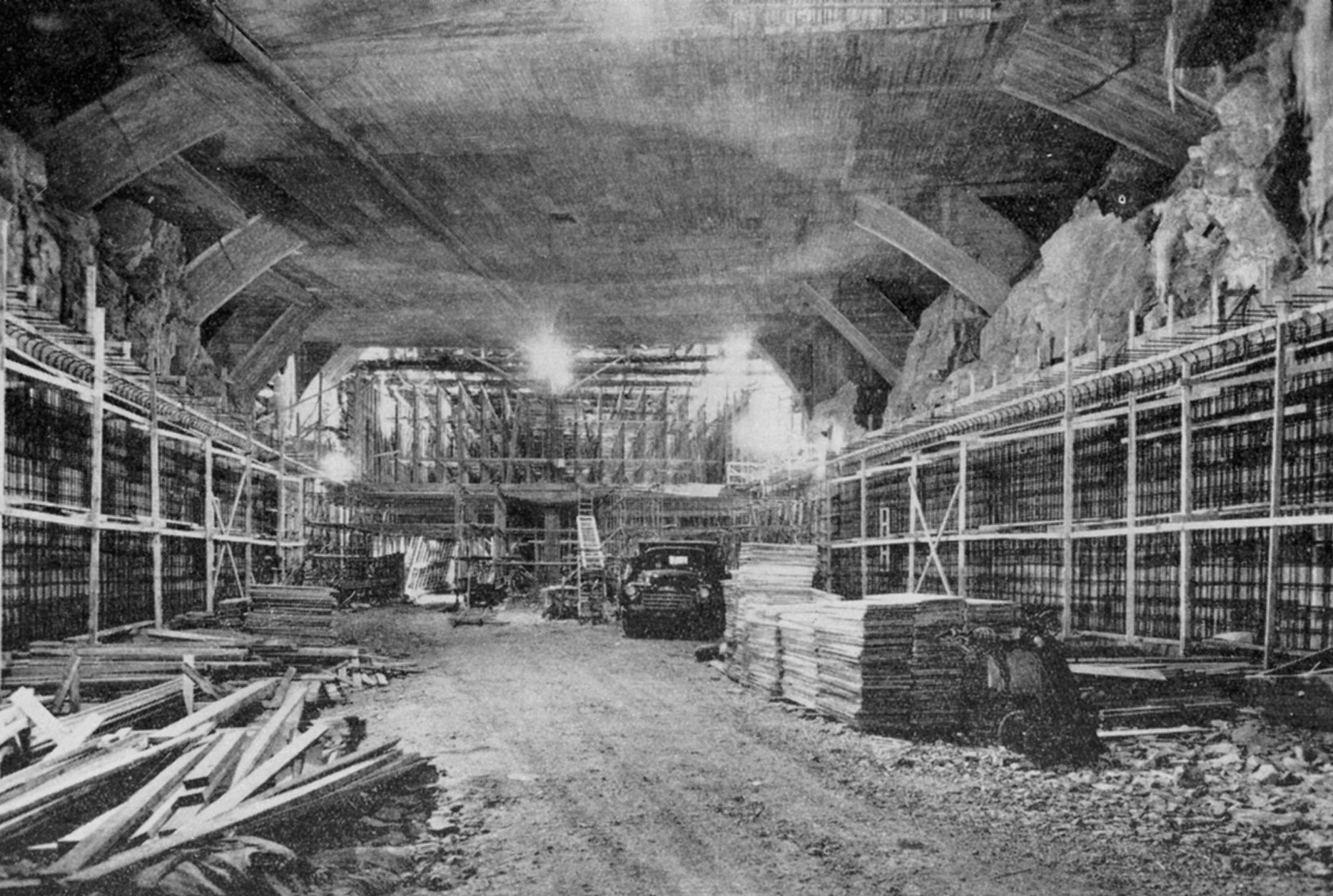
Tunnelbanebygget under huset, 1954.

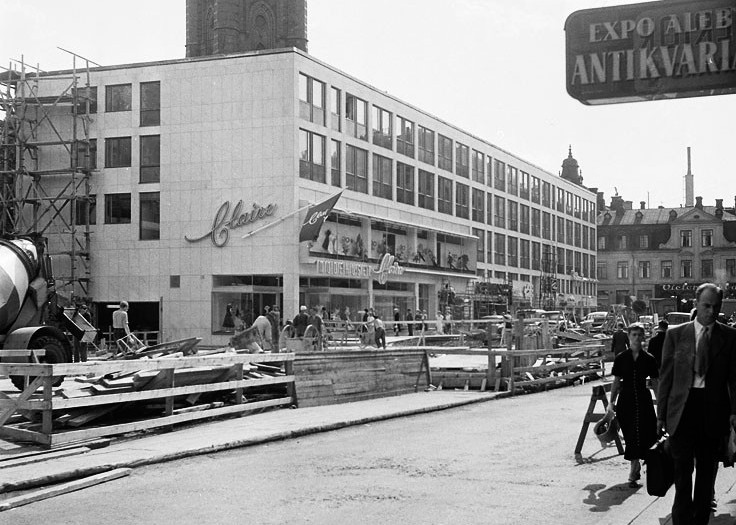
Byggnaden 1955 med Modehuset Claire.

Grundläggningen av byggnaden visade sig särskilt komplicerad. Just under huset övergår tunnelbanan från dagerschakt till bergtunnel, dessutom skärs byggnaden och blivande tunnelbanestation "Centralen" i sned vinkel. Även störande ljudöverföring från tunnelbanan skulle undvikas.
De båda källarvåningarna (den övre är garage) i nybyggnaden sträcker sig ut under halva Klarabergsgatan och är underlag för körbana och trottoar. Hela kontorshuset kunde inte ställas direkt på tunnelbanans takkonstruktion utan vilar på sex enorma betongbågar (varje båge mäter 2×2 meter i genomskärning), som går delvis genom husets källarvåning och spänner tvärs över tunnelbanestationen och tunnelbanetunneln. På så vis kunde byggnaden helt avskiljas från tunnelbanekonstruktionen. Man sparade även på konstruktionshöjd och undvek ljudöverföring. Utifrån syns inget av dessa anordningar.
Fastigheten Orgelpipan 4 var det första huset som färdigställdes vid "nya" Klarabergsgatan. Byggnaden med sina fasader i vit Ekebergsmarmor sken som en sockerbit mellan alla rivningskåkar runtom. Eftersom byggnaden i en övergångsfas fungerade som "evakueringshus" under Norrmalmsregleringen ställdes höga krav på anpassbarhet till hyresgästernas olika önskemål gällande yta och rumsutformning. Våningarnas planering påverkades även av byggnadskroppens varierande, trapetsliknande grundform. Hit flyttade bland annat Modehuset Claire vars tidigare verksamhet hette Husmoderns varuhus som var beläget lite längre österut vid Drottninggatan 46. Konditoriet Kafferepet flyttade tvärs över gatan och behöll sitt namn och finns där fortfarande (2019). 
Husets fasader blev påkostade med marmor och utfackningar med färgat fasadglas. Utformningen var en strävan att mot Klarabergsgatan ge byggnaden en modern storstadskaraktär medan fasaden mot Klara kyrkas kyrkogård i största möjliga mån skulle ansluta till den äldre bebyggelsen i närheten. Tre befintliga gravkor inarbetades i fasaden mot kyrkogården.
Tillsammans med huset Klarabergsgatan 37 bildade Thams byggnader en sammanhängande, enhetligt gestaltad front mittemot Åhléns Citys stora byggnadsvolym på norra sidan om Klarabergsgatan. Mellan byggnaderna lämnades en liten plats; Nils Ferlins torg, som öppnar blicken mot Klara kyrka.

## Rivningshot och upprustning
Enligt ett beslut i december 2008 skulle Klarabergsgatan 37 rivas för att ge plats åt en låg entrébyggnad till "Station City" för Citybanan på ett vidgat Nils Ferlins torg. Enligt senare beslut kommer byggnaden bevaras; i stället har Hotel Continental rivits, för att ge plats åt ett nytt hotell med entré till stationen.
År 2016 förvärvade fastighetsbolaget Klövern fastigheten Orgelpipan 4 av Axfast för 340 miljoner kronor. Klövern har för avsikt att "med varsam hand renovera byggnaden till sin forna glans" (enligt banderoll på fasaden).

## Bilder

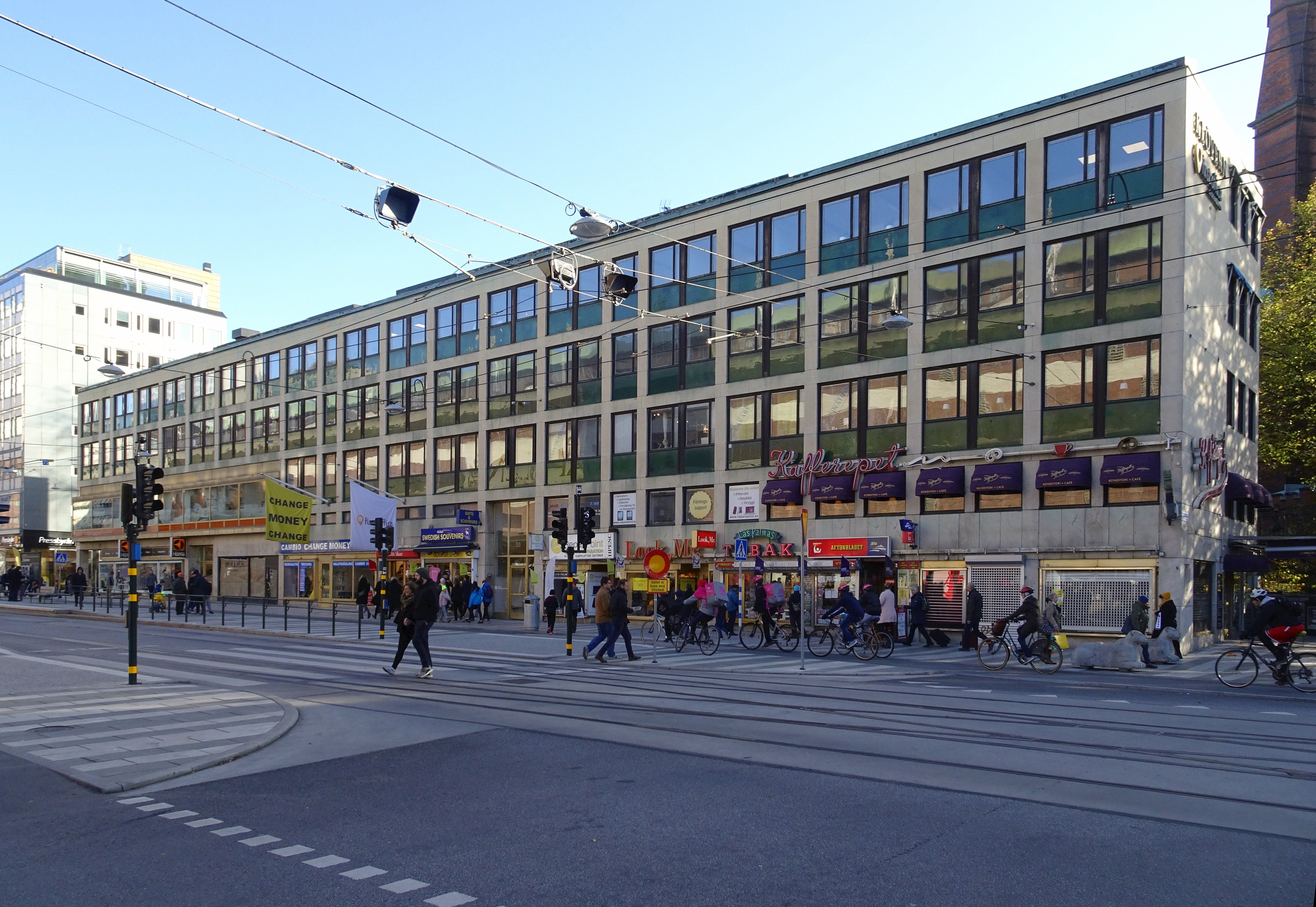
Fasaden mot Klarabergsgatan.
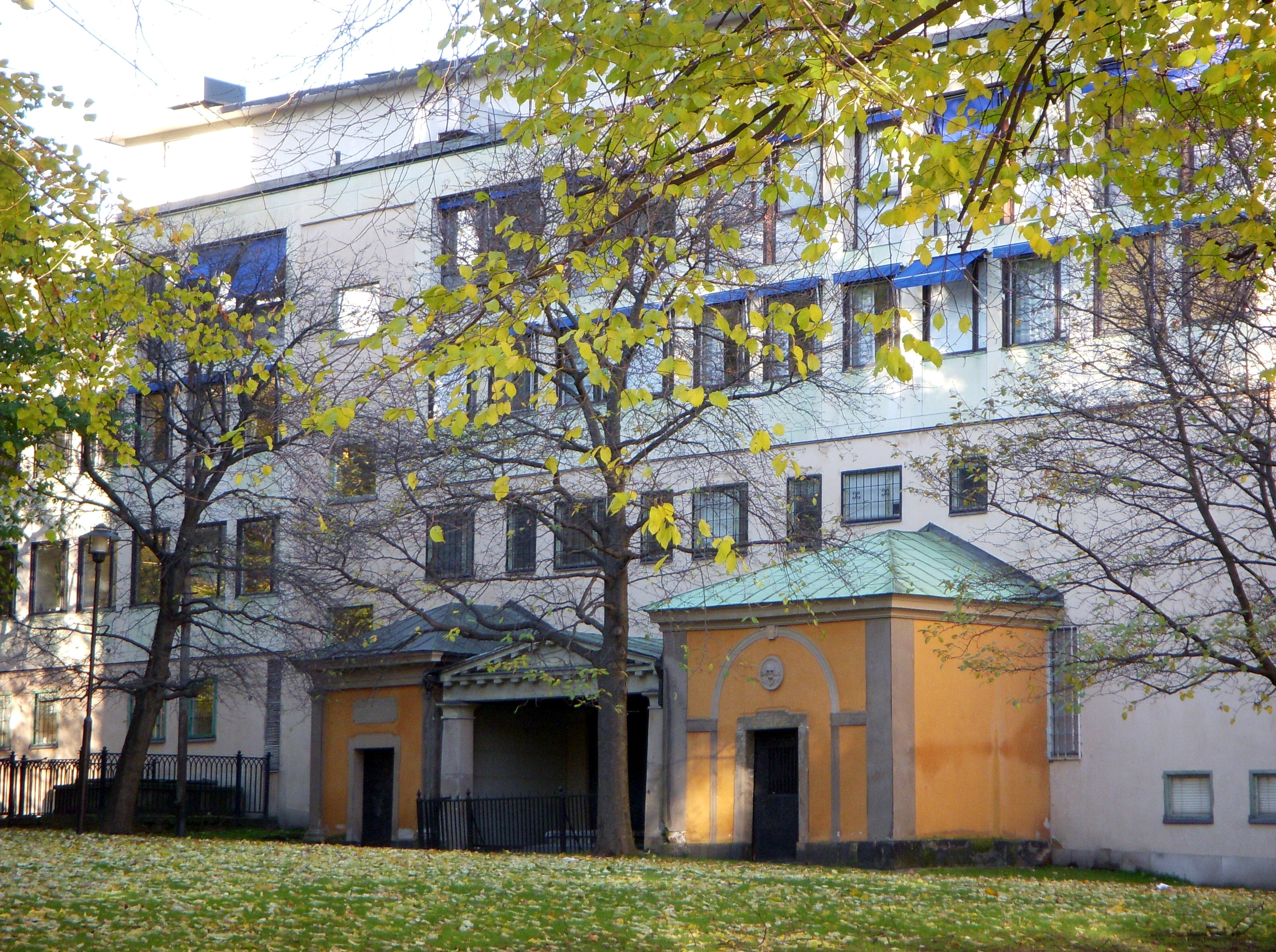
Fasaden mot kyrkogården med gravkoren.
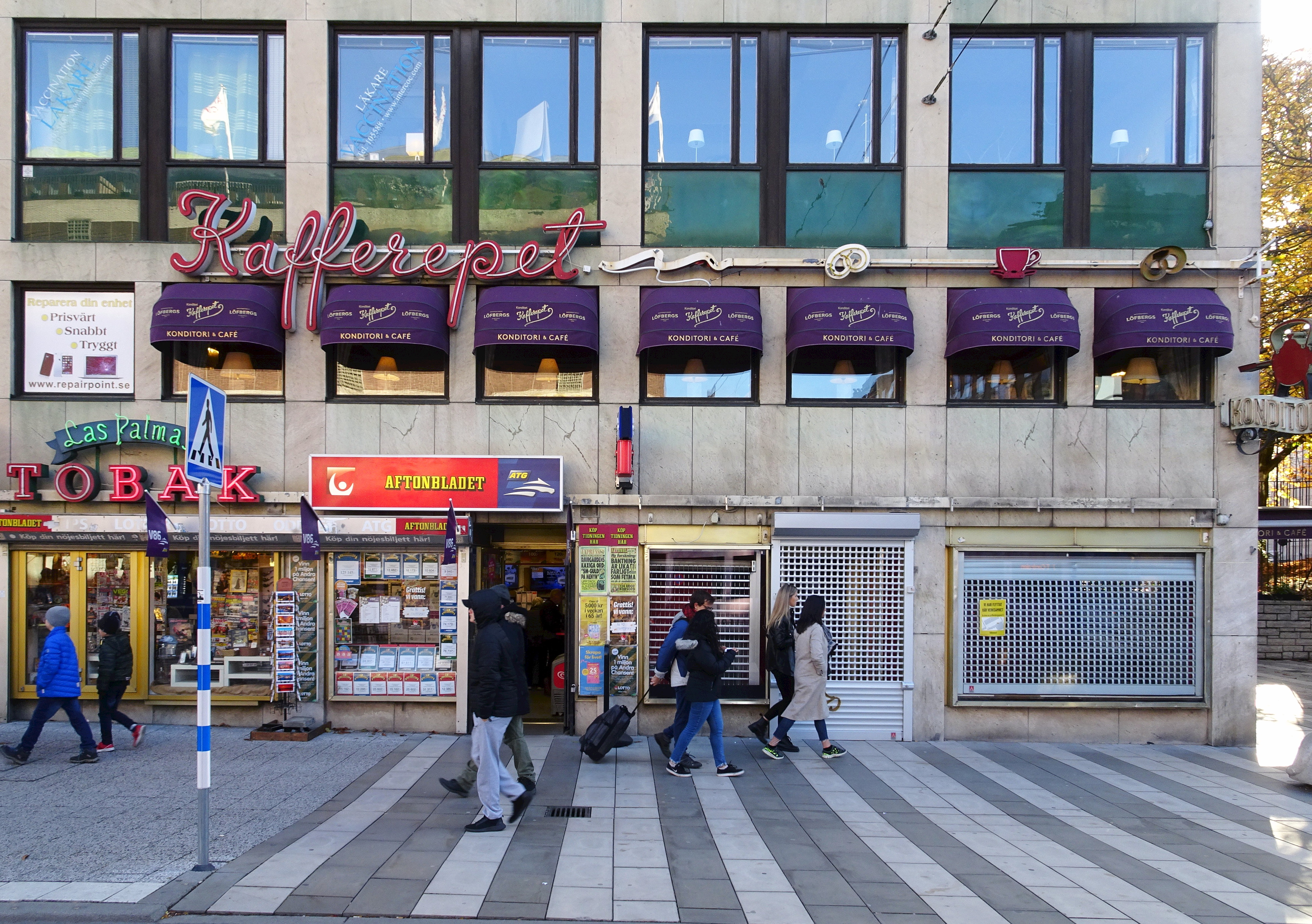
Konditori Kafferepet.
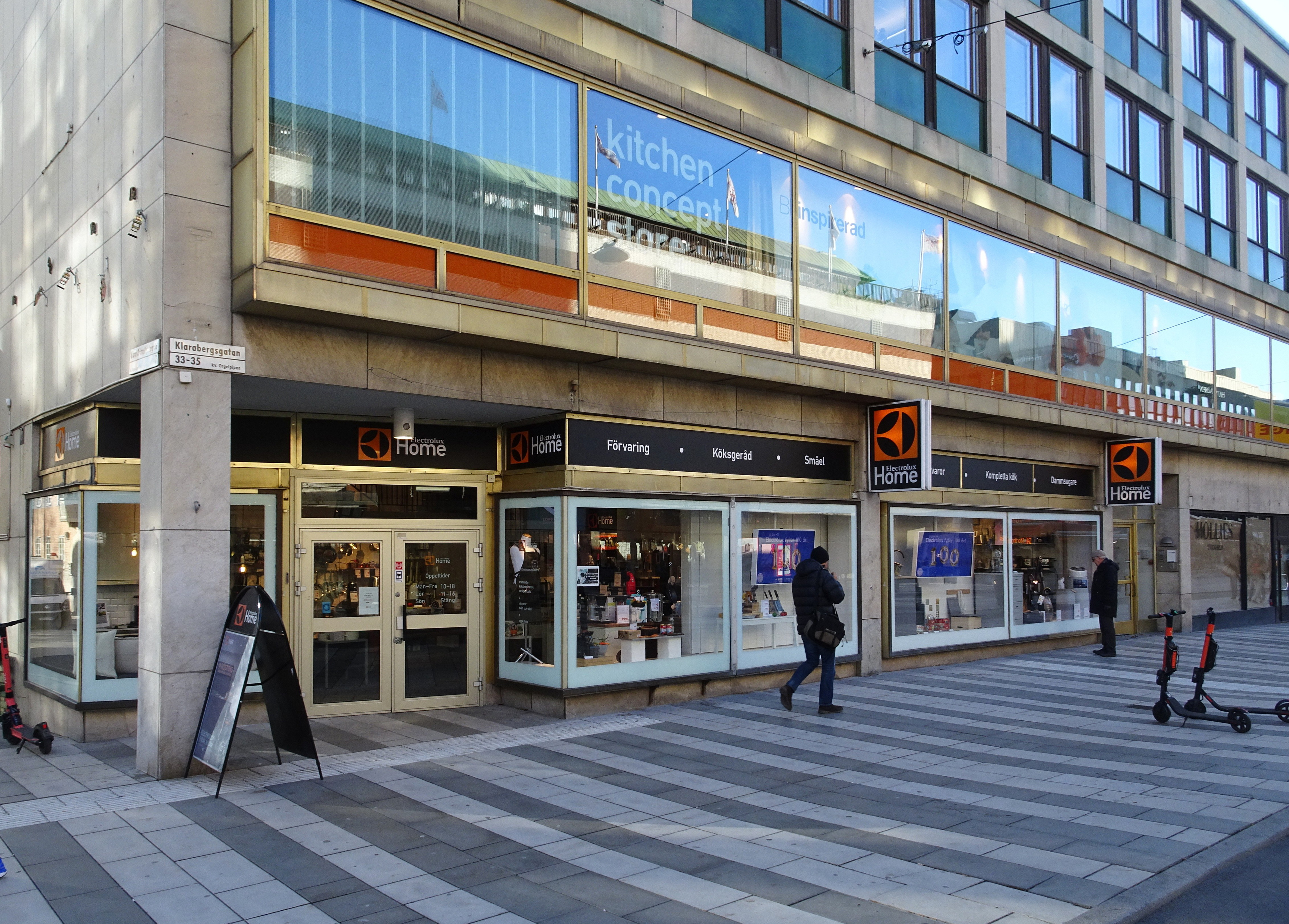
Byggnadens östra hörn, här låg Modehuset Claire fram till 1957, fram till 2020 Electrolux Home.